# Piedmont Airlines
Piedmont Airlines es una línea aérea regional estadounidense que funcionaba para US Airways Express y era subsidiaria de US Airways Group. Fundada en 1961 y establecida en Salisbury, Maryland, EE. UU., conducía operaciones de vuelo usando aviones De Havilland Canada Dash 8 a lo largo de la costa del este de los Estados Unidos. Su base principal era el aeropuerto regional de Wicomico, Salisbury, con los hubs en el Aeropuerto Internacional de Pittsburgh, el Aeropuerto Internacional de Filadelfia, el Aeropuerto Internacional de Charlotte y el Aeropuerto Internacional Washington-Dulles.

## Historia
La aerolínea se formó en 1961 por Richard A. Henson como Henson Aviation, un operador de base fija en Hagerstown, Maryland. Comenzó sus primeros vuelos programados a Washington National Airport en 1962 con el nombre Hagerstown Commuter, luego cambió a  'Henson Airlines' . Allegheny Airlines ( que se convirtió en US Airways, que a su vez se ha fusionado con American Airlines) y Henson comenzó uno de los primeros arreglos código compartido del mundo en 1967. Henson se renombró como Allegheny Commuter transportista utilizando Beechcraft 99 aviones. Inicialmente desarrolló una estructura de ruta que servía a Washington D. C., Filadelfia y Baltimore, mientras establecía una nueva sede para Allegheny Commuter en Salisbury, Maryland en 1968. En la década de 1970, la aerolínea mejoró a Short 330 y de Havilland Canada DHC-7 Dash 7 turbopropulsores.
En 1983, Piedmont Aviation compró Henson y cambió el nombre de la aerolínea a "Henson, la aerolínea regional de Piedmont". Bajo el control de Piedmont, la aerolínea se expandió rápidamente, particularmente en Florida. Ambos fueron comprados por el Grupo USAir en 1987, con Piedmont absorbido dos años después y el avión de Henson repintado con la librea de USAir Express. La década de 1980 vio un rápido crecimiento de la compañía con la actualización de su flota a la de Havilland Canada Dash 8 expansión de aviones y flota. Con el crecimiento de la capacidad, la aerolínea se expandió a Florida, incluidas numerosas rutas intraestatales en Florida, y abrió una instalación de mantenimiento en Jacksonville.
El nombre de Piedmont resucitó en 1993, cuando USAir (ahora American Airlines) renombró  'Henson'  a " 'Piedmont Airlines' ", para proteger la marca Piedmont, que podría usarse por otros si no se ejercen en el uso comercial por un período de tiempo. USAir continuó esta práctica cambiando el nombre de sus otras dos subsidiarias de aerolíneas regionales de propiedad absoluta, Jetstream y Suburban Airlines, a PSA Airlines y Allegheny Airlines, respectivamente. (Pacific Southwest Airlines era el nombre de una aerolínea con sede en California fusionada con USAir). En 1997, USAir pasó a llamarse US Airways, y Piedmont y Allegheny también fueron renombrados como operadores de US Airways Express. US Airways se fusionó con Piedmont en 2004.
Piedmont Airlines actualmente vuela bajo la marca American Eagle, luego de la fusión de American Airlines y US Airways en diciembre de 2013.

## Flota

### Flota Actual
En agosto de 2023, la flota de Piedmont Airlines estaba compuesta de los siguientes aviones, con una edad media de 20,5 años:
| Avión         | Total | Asientos | Filial         |
| ------------- | ----- | -------- | -------------- |
| Embraer 145LR | 61    | 50       | American Eagle |
| Total:        | 61    |          |                |